# Safia acharia
Safia acharia là một loài bướm đêm trong họ Noctuidae.

## Hình ảnh

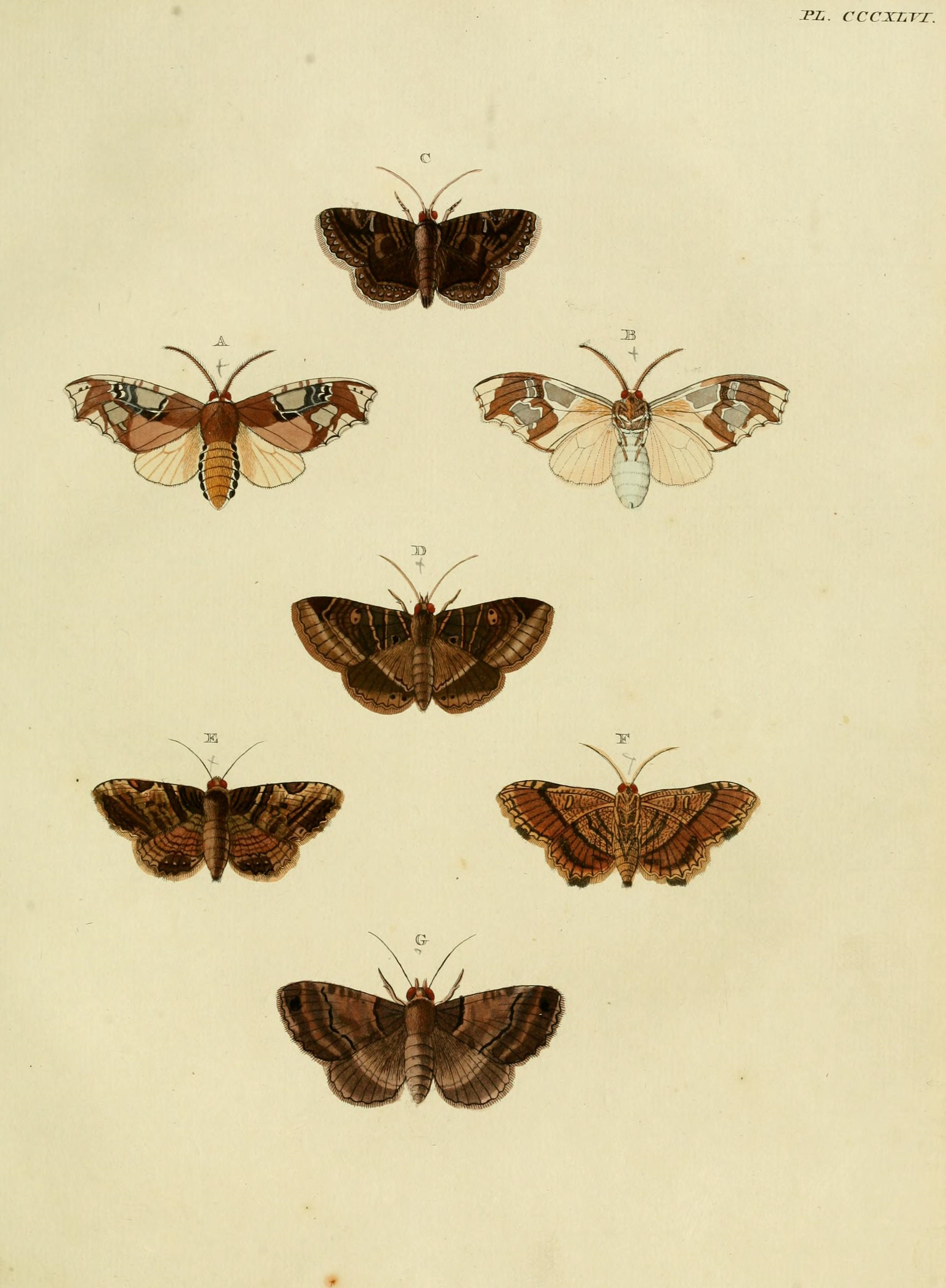